# Johannes VIII. Grimholt

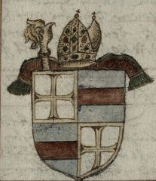
Bischofswappen Johannes VIII. Grimholt, aus der Rehbein-Chronik

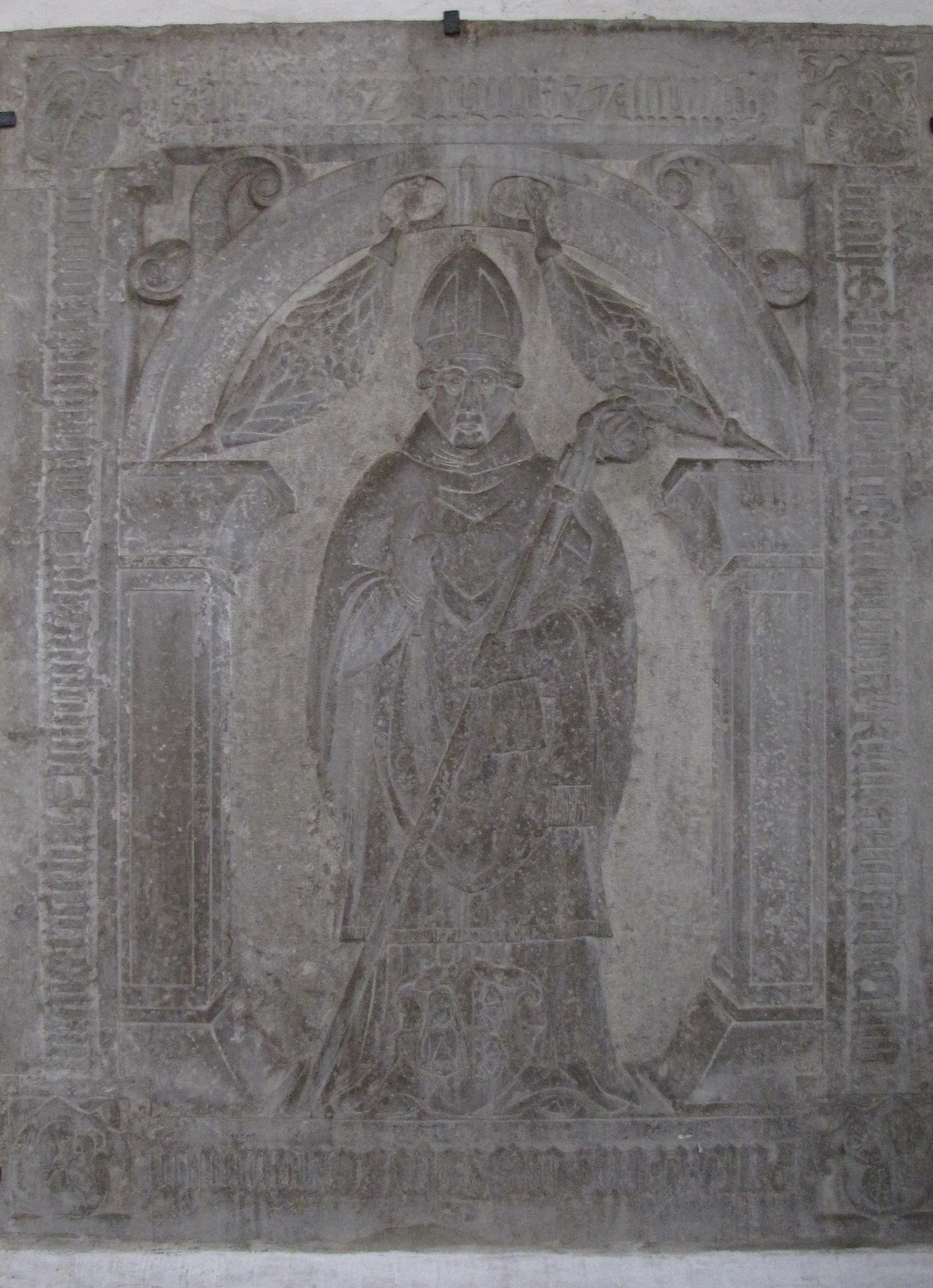
Grabstein für Bischof Johannes Grimholt im Lübecker Dom

Johannes Grimholt (auch: Grymmolt, Grimmolt, Grymmelt; * um 1450 in Lübeck; † 27. Mai 1523 ebenda) war ein deutscher Geistlicher und als Johannes VIII. von 1510 bis zu seinem Tod 1523 Bischof von Lübeck.

## Leben
Der Sohn des Lübecker Bürgers und Kaufmanns Hinrich Grimholt, der am 21. Dezember 1474 eine Vikarie an der Marienkirche gestiftet hatte, wurde im Mai 1470 an der Universität Rostock immatrikuliert und erwarb dort im Wintersemester 1471/1472 den akademischen Grad eines Baccalaurus der sieben freien Künste. Seine Studien setzte er 1474 an der Universität Köln fort, erwarb sich den philosophischen Magistergrad und nach einem Studium 1478 an der Universität Erfurt, wird er als Lizentiat der Rechte bezeichnet.
Er trat in den Stand eines Geistlichen, hatte vermutlich auch die gestiftete Vikarie seines Vaters übernommen und stieg bis zum Kanoniker am Lübecker Dom auf. Am 10. Januar 1510 wurde er zum Bischof von Lübeck gewählt und am 8. April 1510 in diesem Amt bestätigt. In jener Eigenschaft hatte er verschiedene verpfändete Güter aus der Amtszeit von Albert II. Krummendiek wieder eingelöst und auch in Eutin viele Anstrengungen übernommen um den Bischofssitz zu erweitern.
Er belehnte 1513 Christian II. von Dänemark und 1522 Friedrich I. mit Holstein. Zudem bezahlte er privat den Druck des Lübecker Gebetbuches Horae Canonicae 1513 in Nürnberg. Die sich entwickelnde Bewegung der Reformation hatte auf seine Amtszeit keinen signifikanten Einfluss. Nach seinem Tod wurde er in der nordöstlichen Ecke des Chores im Lübecker Dom beigesetzt; seit 1886 befindet sich seine Grabplatte an der Westwand des südlichen Seitenschiffes. Die lateinische Inschrift verwendet erstmals arabische Zahlen für sein Todesdatum.

## Weblink
- Eintrag auf catholic-hierarchy.org